# Millbrook U.S.A.
Millbrook U.S.A. è un album in studio del gruppo musicale olandese Golden Earring, pubblicato nel 2003.

## Tracce
1. The Hammer of Love – 3:46
2. Albino Moon – 3:54
3. Skyscraper Hell of a Town – 4:18
4. A Sound I Never Heard – 4:45
5. Better Off Dead – 3:55
6. Colourblind – 4:10
7. On a Night Like You – 3:51
8. Kingfisher – 5:19
9. Coming in Going Out – 3:08
10. The Thief – 3:46
11. Beautiful Blue – 4:10
12. Love Is a Loser (When Lust Comes Around) – 4:21
13. The Last Frontier Hotel – 3:39

## Formazione
- George Kooymans - chitarra, voce
- Rinus Gerritsen - basso, sintetizzatore, armonica, harmonium, organo Hammond, piano
- Barry Hay - voce, flauto
- Cesar Zuiderwijk - batteria